# مازن قضماني
مازن قضماني مواليد

## حياته
كانت بدايته   في عالم المصارعة منذ أن كان في الثالثة عشرة من عمره بإشراف والده المدرب عدنان قضماني الذي  يعد من خبراء اللعبة وحكما دوليا في منافساتها.
كانت بداياته باللعبة في نادي ميسلون بدمشق ثم انتقل إلى نادي الشرطة ومنها إلى نادي الجيش ونتيجة التدريب المتواصل والتشجيع الكبير من والده لدخول أجواء المنافسات بقوة تصدر بطولة الجمهورية بفئة الناشئين منذ أول بطولة شارك بها ونال لقبها لأكثر من عام قبل انتقاله إلى فئة الشباب التي أحرز بطولتها لسنوات عدة فيما نال لقب بطولة الرجال منذ عام 2002 حتى عام 2012 قبل توجهه للتدريب”.

## الإنجازات
شارك في العديد من البطولات الدولية أبرزها رابع بطولة آسيا بالهند 2003 ورابع بطولة العالم العسكرية في تركيا عام 2003 وذهبية الدورة العربية بالجزائر عام 2004 وفضية دورة المتوسط في اسبانيا عام 2005 والمركز الرابع بالدورة الآسيوية في قطر عام 2006 وذهبية الدورة العربية بمصر عام 2007 والتي لم يخسر فيها أي نقطة ورابع بطولة آسيا في كوريا الجنوبية عام 2008 وفضية دورة المتوسط في إيطاليا عام 2009 
كما شارك بالدورة الآسيوية في الصين عام 2010 وحقق المركز الرابع وحقق في العام ذاته المركز الثالث في بطولة العرب في قطر واتجه في عام 2011 إلى التدريب وعمل مساعدا لمدرب المنتخب الوطني في العام ذاته وفي العام التالي أشرف على تدريب المنتخب لسنوات عدة كما تسلم تدريب اللعبة في ناديي الوحدة والجيش وتمكن من تخريج مجموعة متميزة من اللاعبين تألقوا محليا قبل أن يحرزوا نتائج جيدة في البطولات الدولية منها بطولة غرب آسيا في لبنان عام 2014 التي حصلوا خلالها على 16 ميدالية متنوعة منها أربع ذهبيات.

## انظر ايضا
- صبحي سعدو
- فراس السيد
- فهد النجار